# Дзьобак яванський
Дзьоба́к яванський (Chrysocolaptes strictus) — вид дятлоподібних птахів родини дятлових (Picidae). Ендемік Індонезії. Раніше вважався конспецифічним з великим дзьобаком, однак був визнаний окремим видом.

## Опис
Довжина птаха становить 28–34 см. Верхня частина тіла золотисто-жовта. Над очима широкі білі "брови". через очі ідуть широкі темні смуги. У самиць верхня частина голови яскраво-жовта, у самців червона.

## Підвиди
Виділяють два підвиди:
- C. s. strictus (Horsfield, 1821) — схід Яви і Балі;
- C. s. kangeanensis Hoogerwerf, 1963 — острови Кангеан[en].

## Поширення і екологія
Яванські дзьобаки мешкають на островах Ява, Балі і Кангеан. Вони живуть у вологих рівнинних і гірських тропічних лісах, в рідколіссях і на плантаціях, зокрема, у Національному парку Балуран.

## Збереження
МСОП класифікує цей вид як вразливий. За оцінками дослідників, популяція яванських дзьобаків становить від 2500 до 10000 дорослих птахів. Їм загрожує знищення природного середовища.